# Raionul Kozova, Ternopil
Kozova (în ucraineană Козівський район, transliterat: Kozivskîi raion) este un raion în regiunea Ternopil, Ucraina. Reședința sa este așezarea de tip urban Kozova.

## Demografie
Componența lingvistică a raionului Kozova
     Ucraineană (99,64%)
     Alte limbi (0,32%)
Conform recensământului din 2001, majoritatea populației raionului Kozova era vorbitoare de ucraineană (99,64%), existând în minoritate și vorbitori de alte limbi.